# William Hope Hodgson
William Hope Hodgson (ur. 15 listopada 1877, zm. w kwietniu 1918) - poeta i powieściopisarz angielski. Jego powieści zawierają elementy fantasy, horroru i science fiction. 
Hodgson urodził się w Blackmore End w Esseksie (Anglia) jako syn Samuela Hodgsona, duchownego kościoła anglikańskiego i Lissie Sarah Brown. Był ich drugim dzieckiem. Poległ podczas I wojny światowej w Ieper (Belgia) w wieku 40 lat.

## Wybrana twórczość
- Szalupy z "Glen Carrig" (The Boats of the "Glen Carrig", 1907 wyd. pol 2017)
- Dom na granicy światów (The House on the Borderland, 1908 wyd. pol. 1985)
- Widmowi piraci (The Ghost Pirates, 1909 wyd. pol. 1992)
- The Night Land (1912)
- The Dream of X (1912) (skrócenie z 200.000 do 20.000 słów powieści The Night Land)
- Captain Dang (niedokończona)